# História da Irlanda (800-1169)
A história da Irlanda 795–1169 abrange o período na história da Irlanda desde o primeiro ataque viking até a invasão normanda. Os dois primeiros séculos deste período são caracterizados por ataques vikings e os subsequentes assentamentos nórdicos ao longo da costa. Portos vikings foram estabelecidos em Dublin, Wexford, Waterford, Cork e Limerick, que se tornaram as primeiras grandes cidades da Irlanda.
A Irlanda consistia em muitos territórios semi-independentes (túatha), e tentativas foram feitas por várias facções para ganhar controle político sobre toda a ilha. Durante os dois primeiros séculos deste período, isso foi principalmente uma rivalidade entre supostos Altos Reis da Irlanda dos ramos norte e sul do Uí Néill. Aquele que chegou mais perto de ser rei de fato sobre toda a Irlanda, no entanto, foi Brian Boru, o primeiro alto rei neste período não pertencente ao Uí Néill.
Após a morte de Brian na Batalha de Clontarf em 1014, a situação política se tornou mais complexa com a rivalidade pela alta realeza de vários clãs e dinastias. Os descendentes de Brian falharam em manter um trono unificado, e disputas regionais por território levaram indiretamente à invasão dos normandos sob Richard de Clare em 1169.

## Historiografia

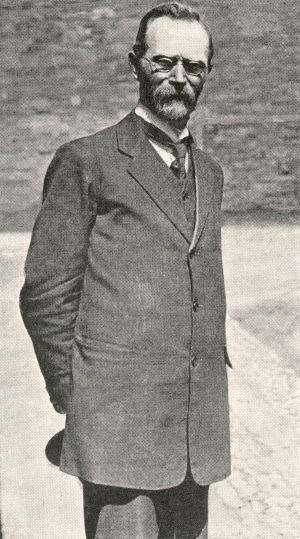
Eoin MacNeill, um dos pioneiros nos estudos modernos da história medieval irlandesa.

Devido à grande quantidade de fontes escritas, o estudo da história irlandesa de 795 a 1169 tem se concentrado, em grande parte, na coleta, interpretação e crítica textual destas. Somente recentemente outras fontes de conhecimento histórico receberam mais atenção, particularmente a arqueologia. Desde que as escavações modernas de Dublin começaram em 1961, seguidas por esforços semelhantes em Wexford, Waterford e Limerick, grandes avanços foram feitos na compreensão do caráter físico das cidades estabelecidas durante este período.

A primeira parte do período de 795 a 1014 é bem estudada; a "era viking" atrai o interesse dos historiadores há algum tempo. O período entre 1014 e 1169 recebeu menos atenção. Nas palavras de Sean Duffy, este período
tem – historiograficamente falando – caído entre dois bancos. Historiadores da Irlanda medieval inicial, buscando concluir suas narrativas com uma nota alta, tradicionalmente o fizeram após relatar a morte do famoso alto-rei Brian Bórama (Boru) na batalha de Clontarf em 1014. Por outro lado, historiadores da Irlanda medieval posterior geralmente escolhem começar os procedimentos com a invasão inglesa da década de 1160. A Irlanda do século XI e início do século XII, portanto, muitas vezes assumiu o caráter de um epílogo rápido ou de um prólogo longo.
Ao tentar interpretar a história da Irlanda primitiva, uma das perguntas mais frequentes abordadas pelos historiadores é quão cedo é possível falar de uma nação irlandesa abrangendo toda a ilha da Irlanda. Os primeiros poetas-historiadores como Flann Mainistrech construíram uma história de uma monarquia de toda a Irlanda que remonta a e além de St Patrick. Apenas cem anos depois de Mainistrech, Geraldo de Gales descreveu a sociedade irlandesa em sua Topographia Hibernica como totalmente primitiva e selvagem. No início da interpretação acadêmica moderna da história irlandesa, Eoin MacNeill e Goddard Henry Orpen chegaram a conclusões opostas analisando o mesmo período. Orpen viu um país anárquico ainda em "um estado tribal"; ele não conseguia ver nenhuma nação, nenhuma comunidade mais ampla na Irlanda do que a tribo. MacNeill enfatizou a realidade da alta realeza da Irlanda e a existência de muitas dessas instituições de governo que Orpen considerou deficientes, e afirmou que a lei irlandesa tinha um caráter nacional.

## Natureza das fontes escritas

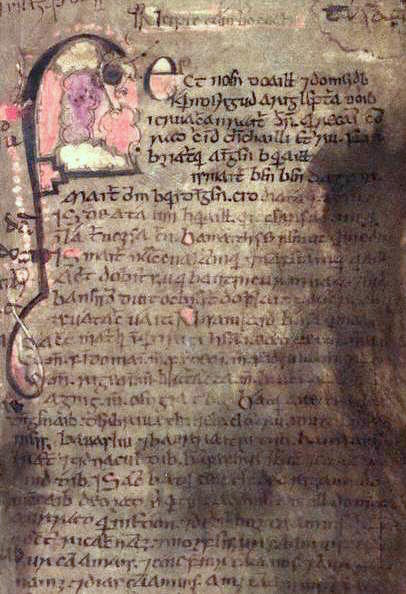
Fólio 53 do Livro de Leinster.

Um grande corpo de material contemporâneo e quase contemporâneo sobre a Irlanda medieval primitiva sobreviveu. Pelos títulos das obras mencionadas nessas fontes, fica claro que uma grande quantidade de material adicional foi perdida. Os materiais sobreviventes geralmente existem na forma de cópias muito posteriores, e é somente a partir da comparação dos vários textos que os documentos originais podem ser reconstruídos.
Os anais irlandeses existentes são, em última análise, derivados da agora perdida Crônica da Irlanda, que provavelmente estava sendo compilada nas terras centrais da Irlanda por volta de 800. Todos incluem material derivado de outras fontes ou adicionado posteriormente. Os Anais de Ulster e os Anais de Innisfallen cobrem a maior parte desse período, mas têm uma lacuna entre 1132 e 1155. Os Anais de Clonmacnoise sobrevivem apenas em uma tradução excêntrica para o inglês do século XVII, e os Anais de Tigernach para esse período estão perdidos com a cópia abreviada de Dubhaltach Mac Fhirbhisigh, conhecida como Chronicon Scotorum, fornecendo apenas parte do material ausente. Os Anais dos Quatro Mestres são tardios e incluem algum material de origem duvidosa. Embora os anais forneçam uma quantidade considerável de informações, eles são geralmente concisos e a maioria concentra sua atenção nas ações do Uí Néill e dos clérigos.
Além dos anais, um grande número de genealogias sobreviveu, juntamente com textos geográficos e jurídicos, poesias, sagas e hagiografias.
No século XII, textos de propaganda como Caithréim Chellacháin Chaisil e Cogad Gáedel re Gallaib foram compostos. Embora a precisão histórica desses relatos seja duvidosa, o Cogad especialmente teve um grande impacto na interpretação da história medieval irlandesa até recentemente.

## Paisagem política c. 800
No final do século VIII, a Irlanda era homogeneamente gaélica em termos de sociedade, cultura e idioma. As pessoas viviam em comunidades rurais, e os únicos assentamentos maiores eram cidades monásticas de tamanhos variados. Os mosteiros desempenhavam um papel importante na sociedade, não apenas em relação à vida religiosa e cultural, mas também à economia e à política. A cristianização começou no século V, e no início do século IX a ilha era quase inteiramente cristã. No entanto, o Martirológio de Tallaght (escrito em algum momento do século VIII ou IX) sugere que o paganismo ainda não havia sido totalmente erradicado.

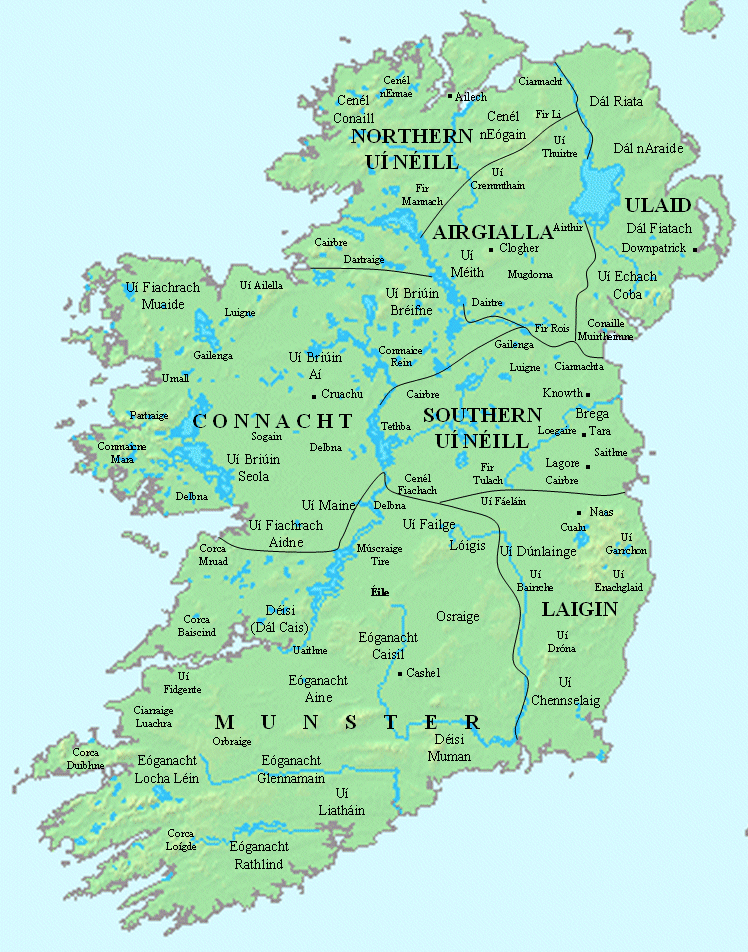
Povos e subdivisões da Irlanda primitiva.

Eoin MacNeill identificou o "fato mais antigo na história política da Irlanda" como a existência na pré-história tardia de uma pentarquia, provavelmente consistindo de cóiceda ou "quintos" de Ulaid (Ulster), Connachta (Connacht), Laigin (Leinster), Mumu (Munster) e Mide (Meath), embora alguns relatos descartem Mide e dividam Mumu em dois. Esta não é uma descrição precisa do cenário político c. 800,  mas ao discutir as subdivisões políticas da Irlanda nesta época, ainda é útil referir-se a este sistema; se Laigin e Mide forem combinados como Leinster, corresponde aproximadamente às quatro províncias modernas da Irlanda.
A Uí Néill, dividida em dois ramos principais conhecidos como "Northern Uí Néill" e "Southern Uí Néill", foi a dinastia líder na Irlanda. O Uí Néill do Norte controlava a parte noroeste da Irlanda e foi dividido em dois ramos principais, o Cenél Conaill no oeste e o Cenél nEógain, também conhecido como o reino de Ailech. Cenél nÉogain tornou-se o mais poderoso dos dois em 789, e expandiu-se para leste e sul, ganhando controle sobre o importante centro monástico de Armagh e o grande sub-reino de Argíalla. O reino tradicional de Ulaid, dominado por Dál Fiatach e Dál nAraidi, estava agora mais ou menos confinado à área a leste do rio Bann.
A região central de Mide foi dominada pelo que ficou conhecido como "Uí Néill do sul" desde o século VII. Até o século VIII, o Síl nÁedo Sláine (também conhecido como o reino de Brega) era preeminente, mas a partir de 728 a dinastia ocidental de Clann Cholmáin foi dominante.
Em Laigin, Uí Dúnlainge era a dinastia dominante c. 800. Eles estavam intimamente associados ao grande monastério de Kildare. Seu principal rival pelo domínio em Leinster, o Uí Cheinnselaig não conseguia reivindicar o título de rei de Leinster desde 728. O Uí Cheinnselaig agora controlava um território na parte sudeste de Leinster, e tinha ligações estreitas com o monastério de Ferns.
O reino de Osraige, ocupando aproximadamente a mesma área que o atual Condado de Kilkenny e o oeste do Condado de Laois, foi considerado parte de Munster até o final do século IX, quando recebeu um status independente sob o rei Cerball mac Dúnlainge. Munster era dominado pelos Eóganachta, centrados em Cashel e com Emly como centro eclesiástico. Os Dál gCais (ainda não conhecidos por este nome) derrotaram os Corcu Modruad em 744 e assumiram o controle da área no atual Condado de Clare, da qual mais tarde ascenderiam ao domínio, mas ainda não eram um poder significativo em Munster. Os Eóganachta rivalizavam com os Uí Néill em poder e influência, e reivindicavam a suserania sobre a parte sul da Irlanda. Esta reivindicação estava em parte ancorada na lendária divisão antiga da ilha em Leath Cuinn e Leath Moga, "metade de Conn" (norte) e "metade de Mug" (sul).
Durante o século VII, o Uí Briúin surgiu em Connacht e desde a primeira metade do século VIII foi a dinastia dominante. Uí Briúin também influenciou o reino de Breifne na fronteira sul do norte de Uí Néill.

## Invasão normanda

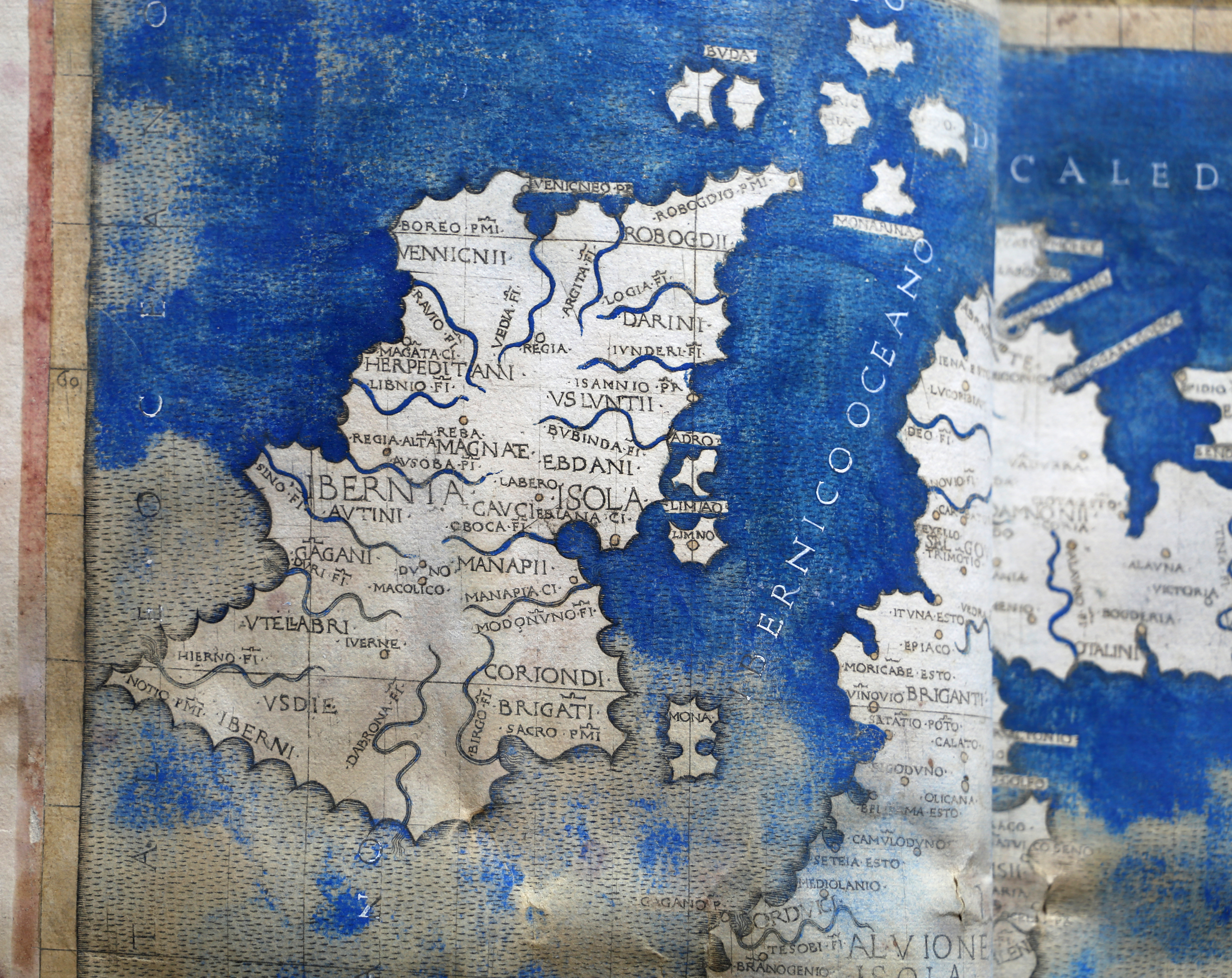
Irlanda em 1482

A invasão normanda da Irlanda foi um processo de duas etapas, que começou em 1º de maio de 1169, quando uma força de cavaleiros normandos individuais liderada por Raymond Fitzgerald desembarcou perto de Bannow, Condado de Wexford. Isso foi a pedido de Dermot MacMurrough (Diarmait Mac Murchada), o rei deposto de Leinster que buscou sua ajuda para recuperar seu reino.
Então, em 18 de outubro de 1171, Henrique II desembarcou uma força muito maior em Waterford para, pelo menos, garantir seu controle contínuo sobre a força normanda. No processo, ele tomou Dublin e aceitou a fidelidade dos reis e bispos irlandeses em 1172, criando assim o "Senhorio da Irlanda", que fazia parte de seu Império Angevino.